# دوت‌آغاجی (صندوق‌لی)
دوت‌آغاجی (به ترکی استانبولی: Dutağacı) یک منطقهٔ مسکونی در ترکیه است که در صندوق‌لی واقع شده‌است.